# Vincențiu Ferrer

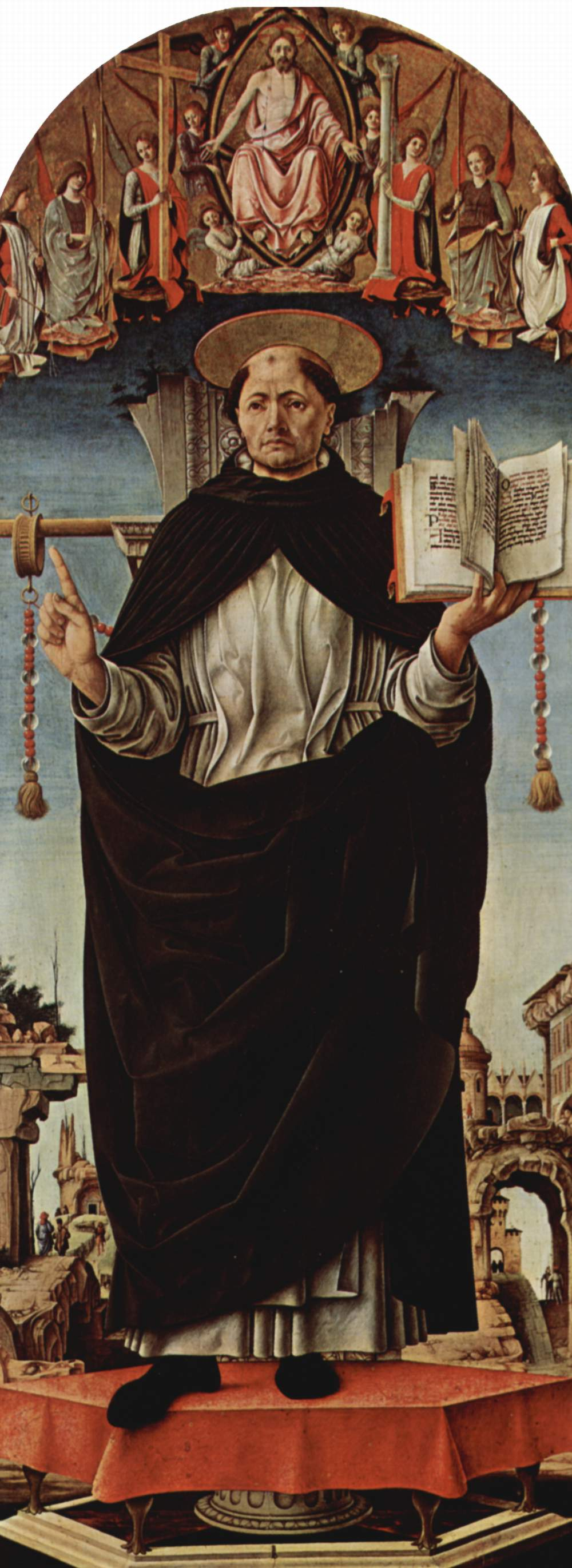
Sf. Vincențiu Ferrer

Sf. Vincențiu Ferrer (n. 23 ianuarie 1350, Valencia, Coroana Aragonului – d. 5 aprilie 1419, Vannes, Golfe du Morbihan - Vannes agglomération⁠(d), Ducatul de Bretania) a fost un preot catolic valencian, călugăr dominican, teolog.

## Viața
S-a născut la Valencia, în Spania, în anul 1350. Intrînd în Ordinul Dominican, a predat filosofia și teologia. 
În timpul Schismei apusene din vremea respectivă, Sf. Vincențiu s-a aflat, din 1379, de partea Papilor din Avignon (Clement al VII-lea, Benedict al XIII-lea). Ca duhovnic al Papei Benedict al XIII-lea, l-a sprijinit pe acesta, care era dezamăgit de durata schismei. Fiind multă vreme duhovnic al familiei regale, a avut influență asupra politicii Casei de Aragon.
Ca predicator, a străbătut multe țări (Spania, sudul Franței, Elveția, nordul Italiei) și a dobândit roade bogate în apărarea dreptei credințe și în îndreptarea moravurilor. Într-o biografie a sa se spune că a reușit să le convingă chiar pe doamnele din Liguria să renunțe la coafurile lor nebunești, ceea ce s-a considerat a fi cea mai mare minune a lui.
A murit la Vannes, în Franța, în anul 1419.

## Opera
În timpul studiilor a scris "Tractatus de suppositionibus", lucrare de logică tomistă. În perioada în care era predicator general al provincie (din 1389), a scris "Tractatus de vita spirituali", care este o sinteză a spiritualității dominicane.

### Ediții (selecțiuni)
- Opera omnia I-III, Valencia 1693-94;
- Fages, Notes et documents (1905) și Id., Oeuvres (1909) cuprind, printre altele: 
  - `Quaestio de unitate universalis' (ed. nouă John A. Trentman, in: Mediaeval studies 44, 1982, 122-137);
  - `Tractatus de suppositionibus' (neu ed. John A. Trentman, Stuttgart 1977);
  - `Tractatus de moderno schismate' (1380);
  - `Tractatus de vita spirituali' [Drucke: Lovanii 1554, Lugduni 1586; dt. Übers.: ed. S. Brettle, Paderborn 1923];
  - `Epistola Fr. Vincentii Ferrerii de tempore antichristi et fine mundi ad Benedictum XIII' (1412) [Druck: Coloniae 1529];
  - `Substracción a Benedicto por el rey de Aragón'; `Salvoconducto del rey don Fernando a San Vicente' (1415).

### Colecții de predici
- `Sermones de tempore et de sanctis'
- `Quadragesimale Valentinum' (1413), print: Köln 1482

## Cult
Sărbătorit în Biserica Catolică la 5 aprilie.